# Finské novopohanství

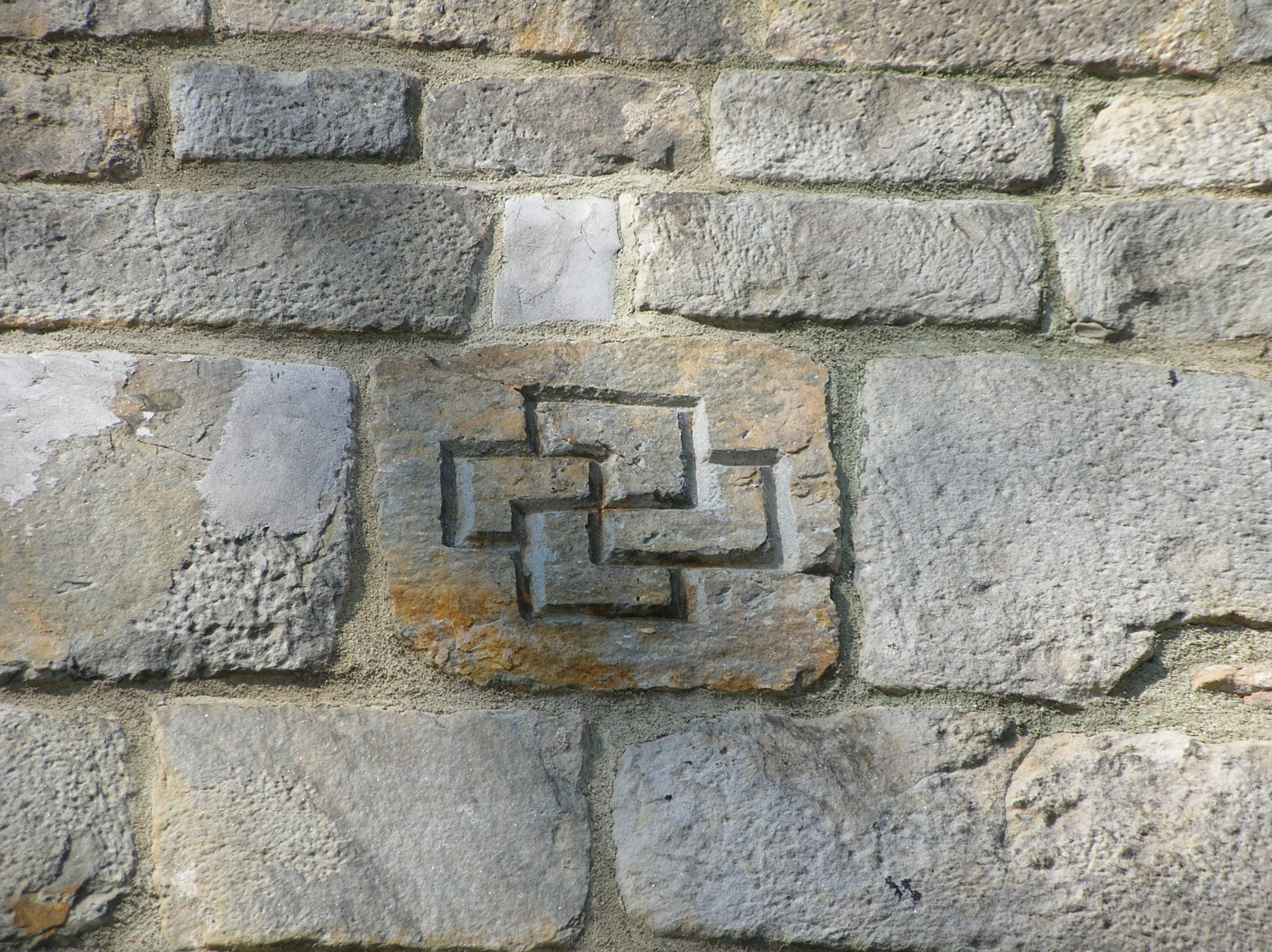
Tradiční symbol Tursaansydän

Finské novopohanství, nebo finská národní víra (finsky: Suomenusko, v překladu finská víra) je hnutí, které má za cíl oživení předkřesťanského polyteistického etnického náboženství Finů. Jeho předchůdcem bylo Ukonusko (v překladu Ukkoova víra, primárně zaměřená na uctívání boha Ukka) z počátku 20. století. Hlavním problémem oživení finského pohanství je povaha předkřesťanské finské kultury, která se spoléhala na ústní tradici a z níž zůstává velmi málo. Primární zdroje týkající se finské rodné kultury jsou napsány křesťany až z době po christianizaci. Mohou být zkreslené, pozměněné nebo nespolehlivé. Národní eposem je Kalevala.
Existují dvě hlavní organizace finského novopohanství, ta první se nazývá Asociace finských domorodých náboženství (Suomalaisen kansanuskon yhdistys ry) se sídlem v Helsinkách, oficiálně byla registrovaná roku 2002. tou druhou je Sdružení polárka (Taivaannaula ry) se sídlem v Turku s pobočkami v mnoha městech, založená a oficiálně zaregistrovaná byla roku 2007. Asociace finských domorodých náboženství také slouží Karelům.

## Historie a funkce
Pohanské víry, tradice a mýty přežily dlouhou dobu vedle oficiálního luteránství ve východním Finsku a v Karélii, přinejmenším do první části 20. století. První snaha o oživení staré mytologie se uskutečnila, aby obohatila finskou národní kulturu.
Uctívání přírody, respektování tradic a rovnost jsou typickými rysy hnutí finského novopohanství. Finské novopohanství může být definováno jako "etnické pohanství", neboť se vztahuje k národnímu vědomí a identitě. Finští následovníci domorodého náboženství se nemusí nutně považovat za "neopohany" nebo se identifikovat s novými náboženstvími, jako je Wicca.
Zdůrazňuje lásku k vlasti jako klíčovou složku, dále zdůrazňuje vyrovnaný vztahu člověka s přírodou, starými a novými generacemi, jakož i jednotlivci a komunitou. Vyznavači finského novophanství drží posvátnost nedotčených přírodních lokalit, lesů, pramenů a skal. Věří v přítomnost mnoha bohů a duchů, kteří pronikají do přírodních lokalit.
V roce 2013 finská novopohanská organizace Taivaannaula zahájila národní projekt na ochranu finských svatých míst s cílem zvýšit povědomí o tomto náboženství. Roku 2014 byl Karhun kansa (lid medvěda) oficiálně registrován jako organizovaná náboženská obec, a tak se stala první asociací novopohanů, která tento status ve Finsku získala. Stav přináší například autoritu, aby se oženil, pohřbil a dal jména. Tento status přináší například možnost uzavřít manželství, tradičně pohřbívat a pojmenovávat.

## Víra
Finské novopohnství je polyteistické a uctívá pantheon s mnoha božstvy: Ukko je nebeský bůh a hlavní božstvo ve finském panteonu, Akka je bohyně plodnosti a manželka Ukka, dále: Ahti, Tapio, Pekko, Nyyrikki, Mielikki, Ilmarinen (bohové nebe, přírody a počasí, kteří někteří považují za stejného jako Ukko), Louhi, Turisas, Haltijas (elfí duchové), Lemminkäinen (mytický hrdina), Väinämöinen (bájný bůh poezie, hudby a magie), Hiisi (duch svatého místa), Jumi (bůh plodnosti nebo socha, která dává plodnost).
Ve finském novopohanství je také zvykem uctívat předky. Pro přívrženci finského novopohanství věří v posmrtný život v místě zvané Tuonela, které je místem, kde žije několik různých božstev včetně Tuoni.

### Svátky
Pořádají se různé tradiční svátky, včetně festivalu Hela, který slaví příchod jara a nové vegetační období zvané Juhannus, letní slunovrat Kekri, oslavy sklizně a předků a svátek Joulu.
Někteří finští novopohani navštěvují posvátné lesy, kde se někdy objevují bohyně dřeva nebo posvátné kameny. Některé rituály: zapalování ohně, tanec, obětování a další. Jeden z rituálů, který je také autentickou praxí předků, je pití přípitku boha Ukko na festivalu slunovratu (finský: Ukon jihla).